# 다카야정 (오카야마현)
다카야정(高屋町)은 오카야마현 시쓰키군에 설치되었던 정이다. 현재의 이바라시 다카야정에 해당한다.

## 역사
- 1889년 6월 1일 - 정촌제 시행에 의해 시쓰키군 다카야촌이 발족하였다.
- 1922년 4월 1일 - 정으로 승격해 다카야정이 되었다.
- 1953년 4월 1일 - 이하라정, 니시에바라정, 이나쿠라촌, 에바라촌, 기노코촌, 아가타누시촌, 아오노촌, 야마노우에촌, 오다군 오에촌과 합병, 시로 승격해 이하라시가 신설하여 폐지되었다.

## 참고문헌
- 角川日本地名大辞典 33 岡山県
- 『市町村名変遷辞典』東京堂出版、1990年。